# روي تورنر (سياسي)
روي تورنر (بالإنجليزية: Roy Turner)‏ هو سياسي أسترالي، ولد في 7 سبتمبر 1922، وتوفي في 15 يونيو 2004. حزبياً، نشط في حزب العمال الأسترالي. وقد انتخب عضو المجلس التشريعي نيو ساوث ويلز.